# Arrondissement judiciaire de Bruxelles
Pour les articles homonymes, voir Arrondissement de Bruxelles et BHV.
Ne doit pas être confondu avec l'arrondissement électoral de Bruxelles-Hal-Vilvorde, (dit BHV) même si l'amalgame entre les deux a souvent été fait, notamment dans la presse.
Subdivisions
L'arrondissement judiciaire de Bruxelles (gerechtelijk arrondissement Brussel en néerlandais), parfois appelé erronément arrondissement judiciaire de Bruxelles-Hal-Vilvorde, est le seul arrondissement judiciaire de Belgique qui s'étend sur deux régions : la Région de Bruxelles-Capitale et la Région flamande dans la province du Brabant flamand et un des trois qui dépend du ressort de la Cour d'appel de Bruxelles. Il fut formé le 18 juin 1869 lors de l'adoption de la loi sur l'organisation judiciaire. Son parquet a toutefois été dédoublé le 31 mars 2014 en un parquet de Bruxelles-Capitale et un parquet de Hal-Vilvorde à la suite de la scission de l’arrondissement électoral de Bruxelles-Hal-Vilvorde. Mais il reste un des douze arrondissements judiciaires de Belgique,.

## Géographie et problèmes liés
L'arrondissement s'étend à la fois sur la Région de Bruxelles-Capitale et la Région flamande, et sur deux régions linguistiques : respectivement bilingue et néerlandaise; ainsi que sur deux territoires provinciaux : le territoire extraprovincial de Bruxelles-Capitale et le Brabant flamand.
Tout comme l'arrondissement judiciaire de Liège, il dépend du ressort de la compétence de deux communautés (linguistiques), dans ce cas il s'agissait de la communauté flamande (tout le territoire) et la communauté française (Bruxelles uniquement). Les services judiciaires doivent donc appliquer les lois linguistiques différentes selon les communes. À titre d'exemple, une personne vivant à Vilvorde, située en région flamande, devait pouvoir bénéficier d'un procès en néerlandais, alors qu'une autre vivant à Anderlecht devait pouvoir bénéficier d'un procès en néerlandais ou en français selon la langue natale du résident.
C'est dans l'objectif de résoudre (une partie) de ces problèmes linguistiques qu'une réforme a eu lieu le 19 juillet 2012 entraînant un dédoublement des tribunaux existant en un tribunal francophone et néerlandophone. Le parquet est quant à lui aujourd'hui dédoublé en un parquet bilingue de Bruxelles-Capitale et un parquet néerlandophone de Hal-Vilvorde, respectivement compétents sur le territoire correspondant aux arrondissements administratifs de mêmes noms,.

## Subdivisions
L'arrondissement judiciaire de Bruxelles est divisé en 29 cantons judiciaires,. Il comprend 54 communes, celles de l'arrondissement administratif de Bruxelles et de l'arrondissement administratif de Hal-Vilvorde.
Note : les chiffres et les lettres représentent ceux situés sur la carte.
Région de Bruxelles-Capitale, 20 cantons :
1. Canton judiciaire d'Anderlecht zone 1
      1. Partie d'Anderlecht
2. Canton judiciaire d'Anderlecht zone 2
      1. Partie d'Anderlecht
  2. Berchem-Sainte-Agathe (Sint-Agatha-Berchem)
3. Canton judiciaire d'Auderghem (Oudergem)
      1. Auderghem
  2. Watermael-Boitsfort (Watermaal-Bosvoorde)
4. Canton judiciaire de Bruxelles (Brussel) zone 1
      1. Partie de Bruxelles-ville (Brussel-stad)
5. Canton judiciaire de Bruxelles zone 2
      1. Partie de Bruxelles-ville (Brussel-stad)
6. Canton judiciaire de Bruxelles zone 3
      1. Partie de Bruxelles-ville (Brussel-stad)
7. Canton judiciaire de Bruxelles zone 4
      1. Partie de Bruxelles-ville (Brussel-stad)
8. Canton judiciaire de Bruxelles zone 5
      1. Partie de Bruxelles-ville (Brussel-stad) dont Laeken
9. Canton judiciaire de Bruxelles zone 6
      1. Partie de Bruxelles-ville (Brussel-stad)
10. Canton judiciaire d'Etterbeek
      1. Etterbeek
11. Canton judiciaire de Forest (Vorst)
      1. Forest (Vorst)
12. Canton judiciaire d'Ixelles (Elsene)
      1. Ixelles
13. Canton judiciaire de Jette
      1. Jette
  2. Ganshoren
  3. Koekelberg
14. Canton judiciaire de Molenbeek-Saint-Jean (Sint-Jans-Molenbeek)
      1. Molenbeek-Saint-Jean
15. Canton judiciaire de Schaerbeek (Schaarbeek) zone 1
      1. Partie de Schaerbeek
16. Canton judiciaire de Schaerbeek zone 2
      1. Partie de Schaerbeek
17. Canton judiciaire de Saint-Gilles (Sint-Gillis)
      1. Saint-Gilles (Sint-Gillis)
18. Canton judiciaire de Saint-Josse-ten-Noode (Sint-Joost-ten-Node)
      1. Evere
  2. Saint-Josse-ten-Noode (Sint-Joost-ten-Node)
19. Canton judiciaire d'Uccle (Ukkel)
      1. Uccle
20. Canton judiciaire de Woluwe-Saint-Pierre (Sint-Pieters-Woluwe)
      1. Woluwe-Saint-Lambert (Sint-Lambrechts-Woluwe)
  2. Woluwe-Saint-Pierre (Sint-Pieters-Woluwe)

Province du Brabant flamand, 9 cantons :
1. Canton judiciaire d'Asse
      1. Affligem
  2. Asse
  3. Opwijk
  4. Ternat
2. Canton judiciaire de Grimbergen
      1. Grimbergen
  2. Kapelle-op-den-Bos
  3. Steenokkerzeel
  4. Zemst
3. Canton judiciaire de Hal (Halle)
      1. Beersel
  2. Drogenbos
  3. Hal (Halle)
  4. Linkebeek
4. Canton judiciaire de Herne–Leeuw-Saint-Pierre (Herne-Sint-Pieters-Leeuw)
      1. Biévène (Bever)
  2. Gammerages (Galmaarden)
  3. Gooik
  4. Hérinnes (Herne)
  5. Pepingen
  6. Leeuw-Saint-Pierre (Sint-Pieters-Leeuw)
5. Canton judiciaire de Kraainem–Rhode-Saint-Genèse (Kraainem-Sint-Genesius-Rode)
      1. Kraainem
  2. Rhode-Saint-Genèse
  3. Wezembeek-Oppem
6. Canton judiciaire de Lennik
      1. Dilbeek
  2. Lennik
  3. Liedekerke
  4. Roosdaal
7. Canton judiciaire de Meise
      1. Londerzeel
  2. Meise
  3. Merchtem
  4. Wemmel
8. Canton judiciaire d'Overijse-Zaventem
      1. Hoeilaart
  2. Machelen
  3. Overijse
  4. Zaventem
9. Canton judiciaire de Vilvorde (Vilvoorde)
      1. Kampenhout
  2. Vilvorde